# Aïssata Lam
Aïssata Lam   (Mauritània, 1986) és una activista a favor dels drets de les dones de Mauritània, especialista en microfinances i finances agrícoles.
Aïssata va estudiar a l'HEC Montréal i a la Universitat Harvard. És cofundadora i presidenta de la Cambra de Comerç Juvenil de Mauritània (YCCM), una organització creada el 2013 amb l'objectiu de donar suport als joves emprenedors que tenen dificultats per obtenir finançament en les seves noves empreses.
Aïssata Lam està compromesa amb els drets de les dones i utilitza la seva plataforma per honrar les dones excepcionals del seu país.
Va ser nomenada per Emmanuele Macron membre del consell del G7 sobre la igualtat de gènere. Actualment dirigeix la incubadora de negocis iLab. Aïssata Lam s'ha pronunciat en contra del matrimoni infantil.
El 2019, va ser inclosa en la llista de les 100 dones més influents de l'any de la BBC.